# Ellipteroides (Ramagonomyia) bisiculifer
Ellipteroides (Ramagonomyia) bisiculifer is een tweevleugelige uit de familie steltmuggen (Limoniidae). De soort komt voor in het Oriëntaals gebied.